# Arts et Métiers (stanice metra v Paříži)

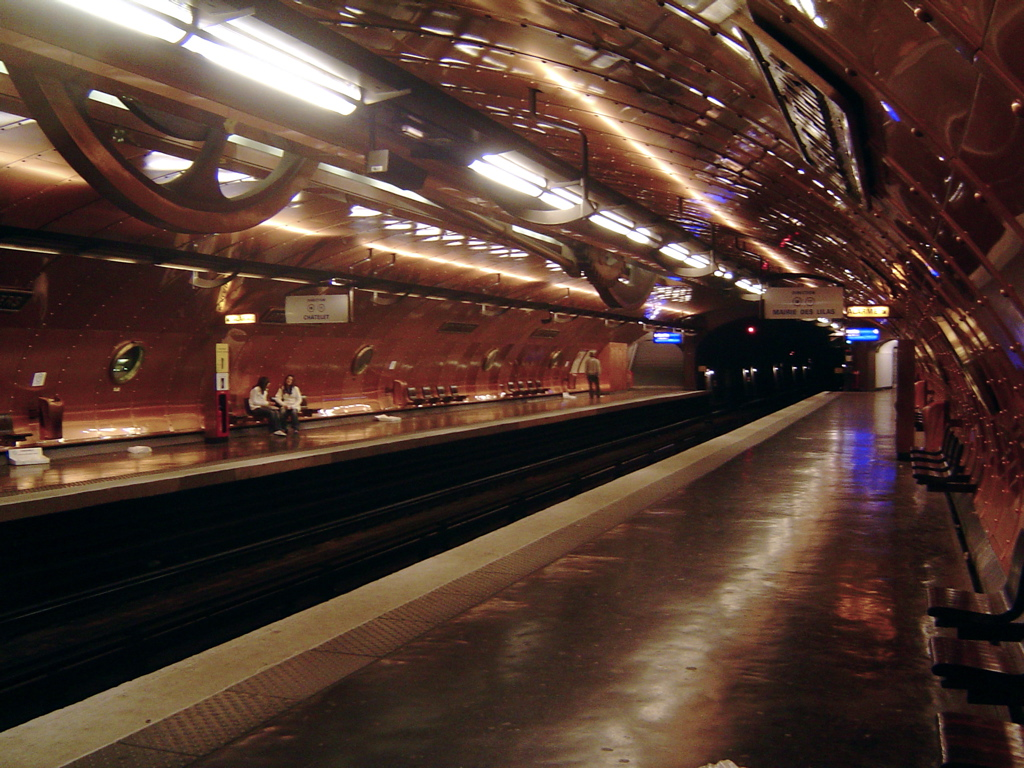
nástupiště linky 11 stanice Arts et Métiers (pohled ve směru konečné stanice Mairie des Lilas)

Arts et Métiers je přestupní stanice mezi linkami 3 a 11 pařížského metra. Nachází se ve 3.obvodu v Paříži na křižovatce ulic Rue de Turbigo a Rue Réaumur.

## Historie
Stanice slouží veřejnosti od 19. října 1904, kdy byla zprovozněn první úsek mezi stanicemi Père Lachaise a Villiers. 28. dubna 1935 bylo otevřeno nástupiště nové linky 11 vedoucí ze stanice Châtelet do Porte des Lilas.
V roce 1994 bylo nástupiště pro linku 11 renovováno. Klasické bílé dlaždice charakteristické pro pařížské metro nahradilo měděné obložení a výzdoba ve stylu sci-fi románů Julese Verna. Stalo se tak u příležitosti 200. výročí založení školy Conservatoire national des arts et métiers, která se nachází v sousedství. Autorem této přeměny je Belgičan François Schuiten.
V přestupní chodbě mezi oběma linkami slouží dodnes také jeden unikátní eskalátor s dřevěnými schody.

## Název
Název stanice znamená v překladu Umění a řemesla a je odvozen od nedaleké vysoké školy technického zaměření Conservatoire national des arts et métiers.

## Vstupy
- Rue Réaumur u domu č. 42
- Rue de Turbigo u domů č. 48, 51 a 57
- dva východy na rohu ulic Rue des Vertus a Rue Réaumur

## Zajímavosti v okolí
- Conservatoire national des arts et métiers
- Musée des arts et métiers

## Galerie

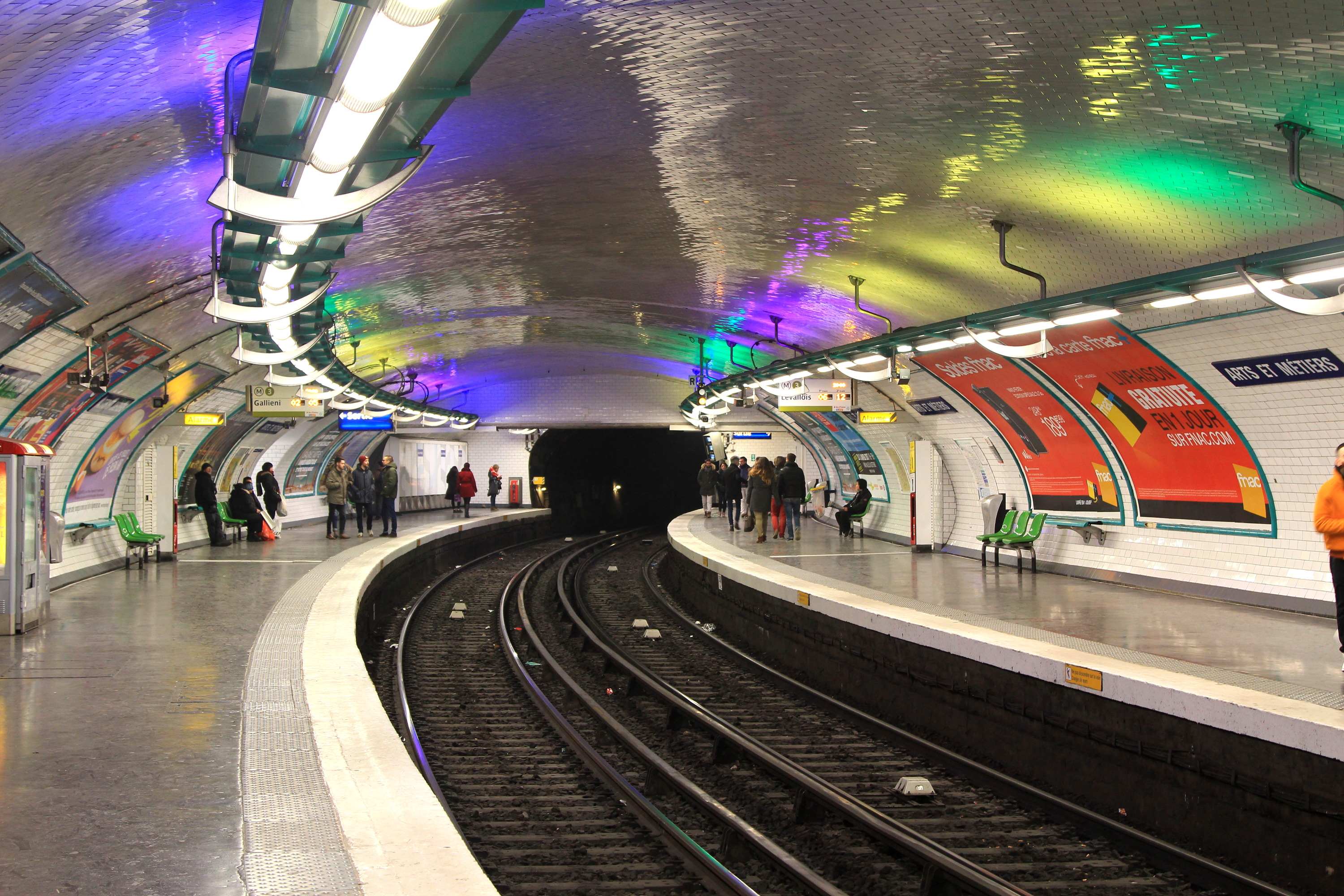
nástupiště linky 3 stanice Arts et Métiers (pohled ve směru konečné stanice Pont de Levallois – Bécon)
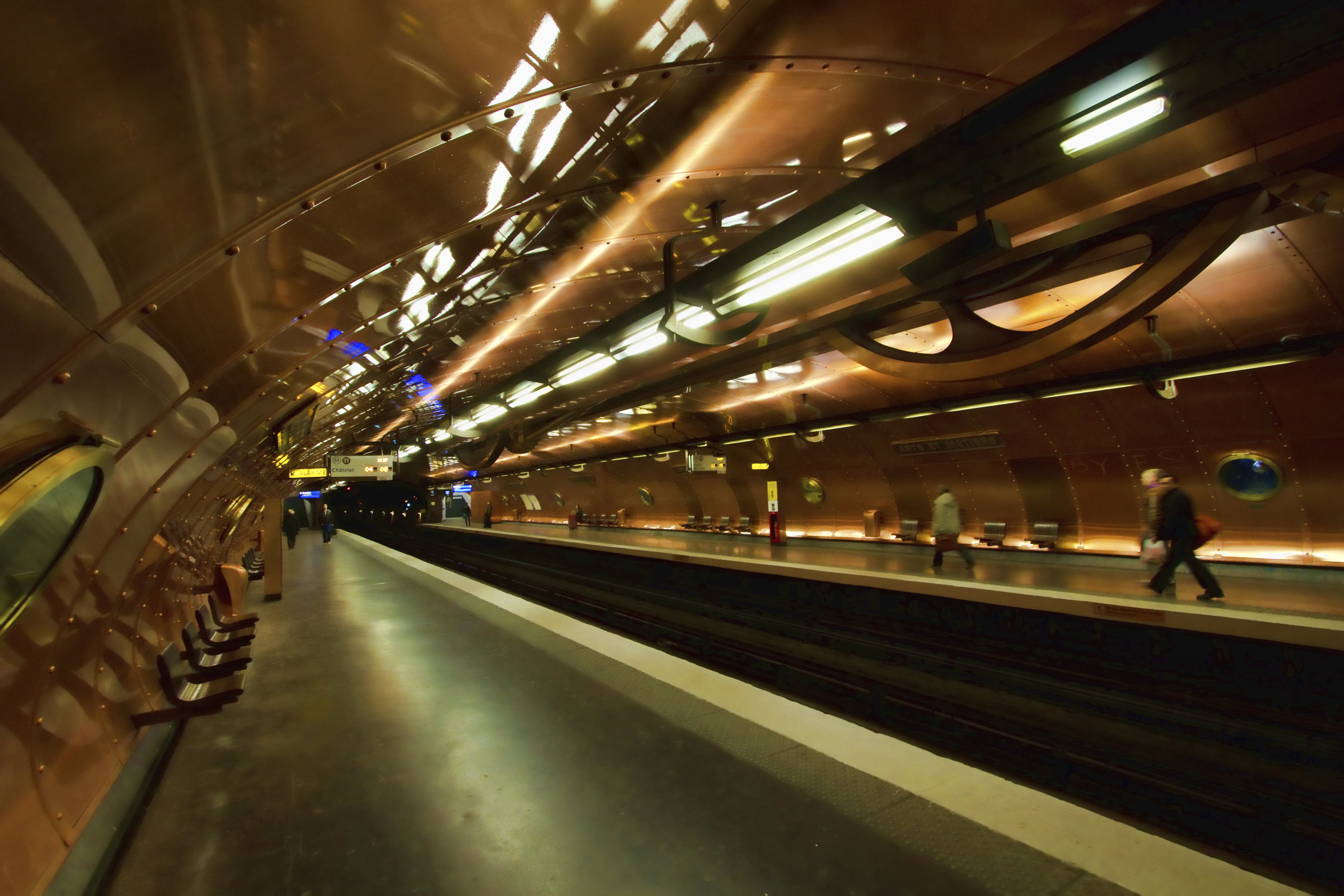
nástupiště linky 11 stanice Arts et Métiers (pohled ve směru konečné stanice Châtelet)
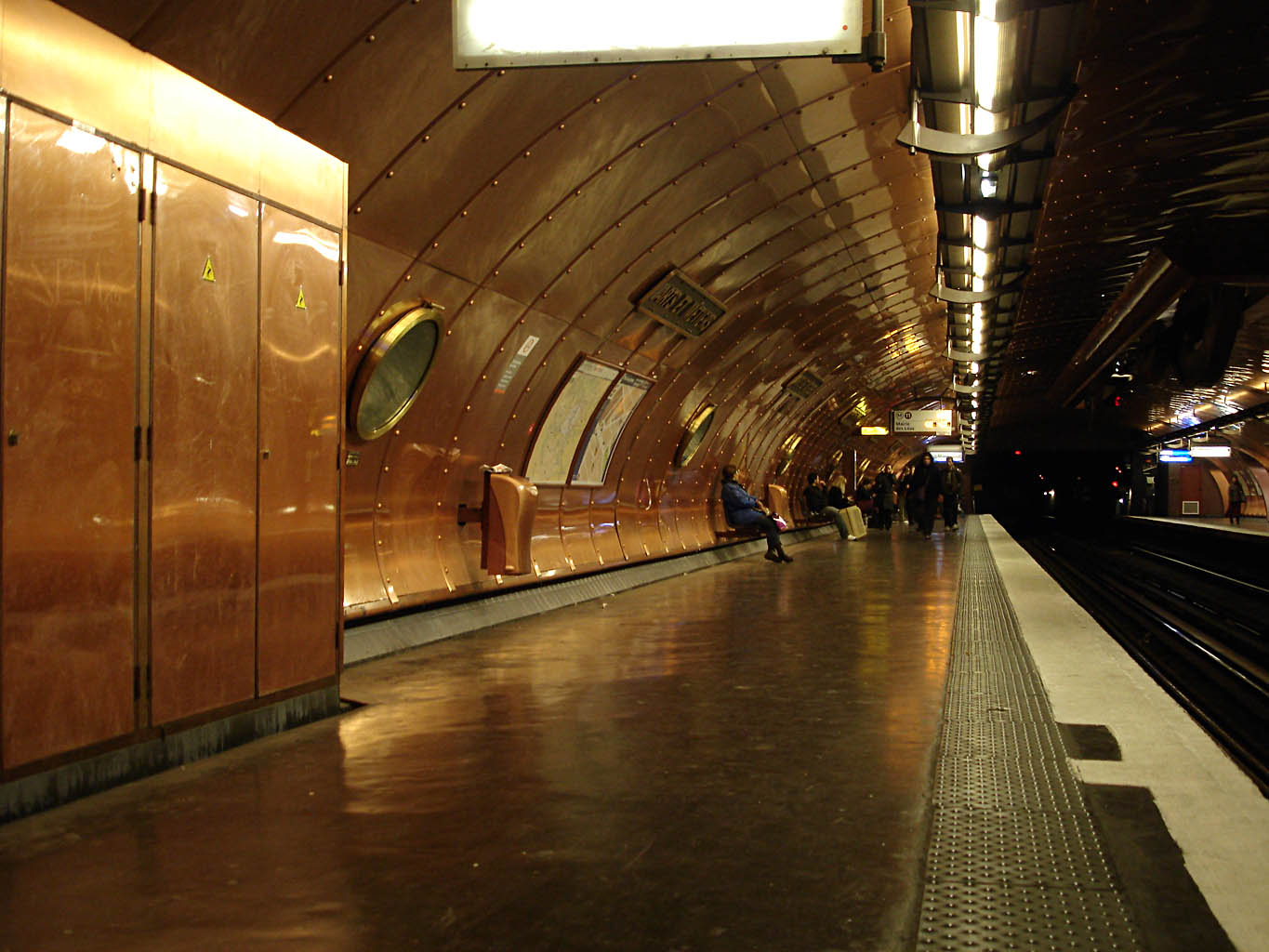
nástupiště linky 11 stanice Arts et Métiers
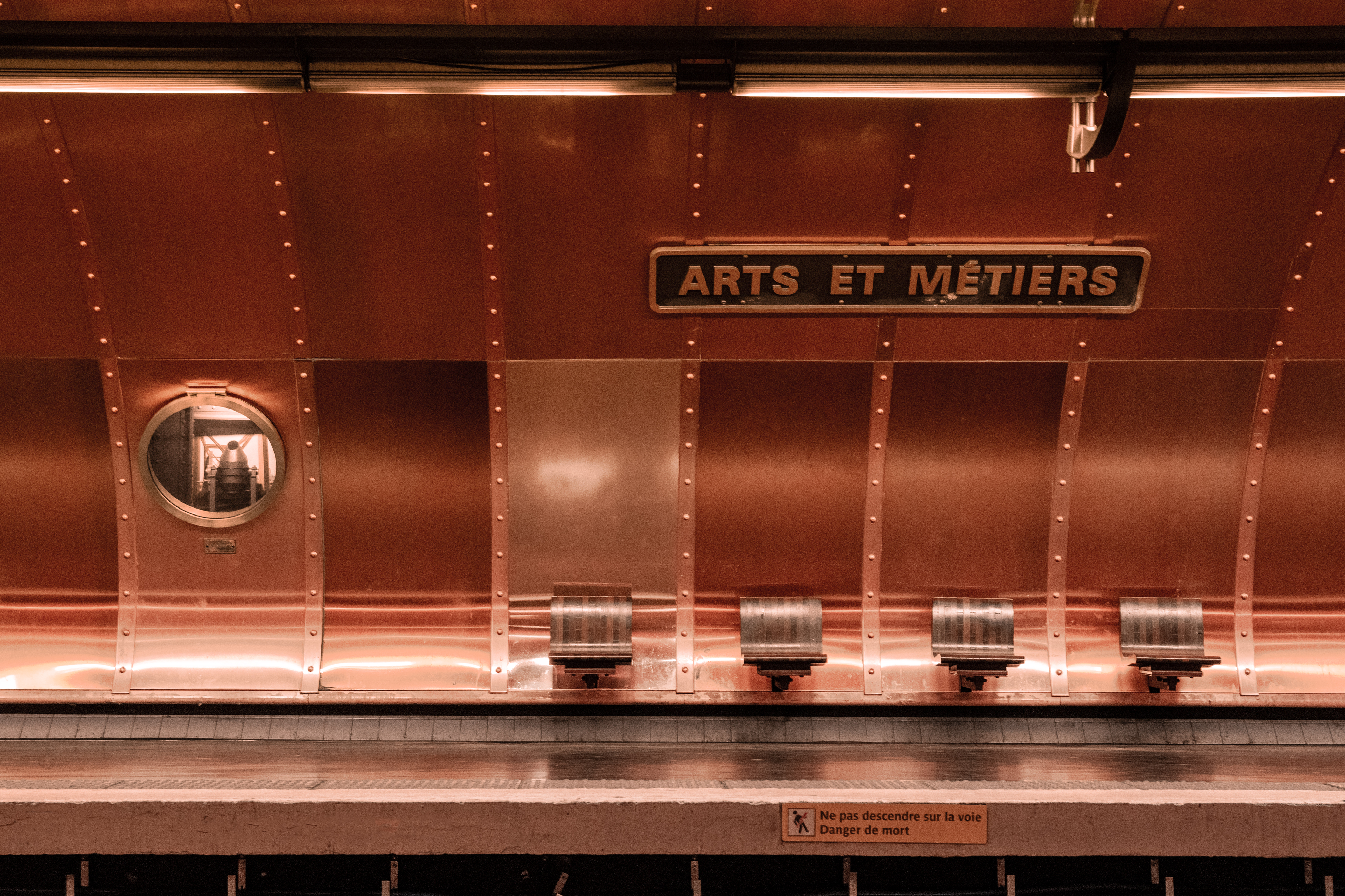
nástupiště linky 11 stanice Arts et Métiers